# Elefantpassernes børn
Elefantpassernes børn er en roman fra 2010 skrevet af den danske forfatter Peter Høeg. Den handler om Familien Finø, der er noget ud over det sædvanlige. Forældrene har tidligere været i myndighedernes søgelys på grund af svindel med mirakler. Romanens to hovedpersoner Peter og Tilte påbegynder en eftersøgning for at forhindre, hvad de mistænker er en ny forrykt plan.
Eftersøgningen bliver hurtigt en flugt. Den fører dem gennem de særeste adelige, kriminelle og religiøse miljøer og ind på livets store spørgsmål. Børnene møder udfordringer, som kun kan overvindes med deres snarrådighed og tro på, at der er en dør ud i friheden, selv om alle veje synes at være lukkede.
Fortællingen rummer en række beskrivelser af træning som den kendes i dzogchen.